# NGC 6460
NGC 6460 este o infrared source⁠(d) situată în constelația Hercule. A fost descoperită în 2 iunie 1864 de către Albert Marth. Se află la o distanță de 45,92 de megaparseci de Pământ.